# Борго Кариге
Борго Кариге (итал. Borgo Carige) је насеље у Италији у округу Гросето, региону Тоскана.
Према процени из 2011. у насељу је живело 352 становника. Насеље се налази на надморској висини од 22 м.